# 호산초등학교 사곡분교
호산초등학교 사곡분교는 대한민국 강원특별자치도 삼척시 원덕읍 사곡리 286-2에 있었던 초등학교이다.

## 연혁
- 1948. 8. 10 축천국민학교 사곡분교장 설립인가
- 1965. 8. 1 사곡국민학교로 승격 인가
- 1978. 3. 1 기곡국민학교 사곡분교장으로 편입
- 1994. 3. 1 호산국민학교 사곡분교장으로 편입
- 1997. 3. 1 폐교